# Henry Quinteros
Pour les articles homonymes, voir Quinteros.
Henry Edson Quinteros Sánchez, né le 19 octobre 1977 à Lima au Pérou, est un footballeur international péruvien qui jouait au poste de milieu de terrain. 
Son frère, Ronald Quinteros (en), est également footballeur.

## Carrière

### En club
Surnommé Pato (« le canard »), Henry Quinteros commence sa carrière en 1997 en 2e division péruvienne au sein du CD Bella Esperanza, club qui faisait office d'équipe réserve de l'Alianza Lima. Il débute avec ce dernier club en 1re division en 1998 et remporte le championnat en 2001. Il passe ensuite au Sporting Cristal en 2003 et remporte à nouveau le championnat deux ans plus tard.
Il connaît une expérience à l'étranger - en Pologne - au Lech Poznań, sous les ordres de Franciszek Smuda, entre 2006 et 2009 avant de revenir au Pérou où il rejoue à l'Alianza Lima de 2008 à 2013. Il termine sa carrière au León de Huánuco en 2014.
Au niveau international, il a joué 48 matchs de Copa Libertadores (quatre buts), quatre matchs de Copa Sudamericana (aucun but) et huit rencontres de Copa Merconorte (deux buts inscrits).

### En équipe nationale
International péruvien à 24 reprises entre 2000 et 2009, Henry Quinteros participe notamment à la Gold Cup 2000 aux États-Unis où le Pérou se hisse en demi-finale sous les ordres de Francisco Maturana.
Il marque son seul but international à l'occasion d'un match amical face au Chili, le 2 avril 2003 (victoire 3-0).

## Palmarès
| Alianza Lima - Championnat du Pérou (2) : - Vainqueur : 2001 et 2003. |  | Sporting Cristal - Championnat du Pérou (1) : - Vainqueur : 2005. |